# Pont des chèvres
Le pont des chèvres (en bosnien, croate et serbe latin : Kozija ćuprija) est situé en Bosnie-Herzégovine, sur le territoire la Ville de Sarajevo. Construit au XVIe siècle, il est inscrit sur la liste des monuments nationaux de Bosnie-Herzégovine.

## Localisation

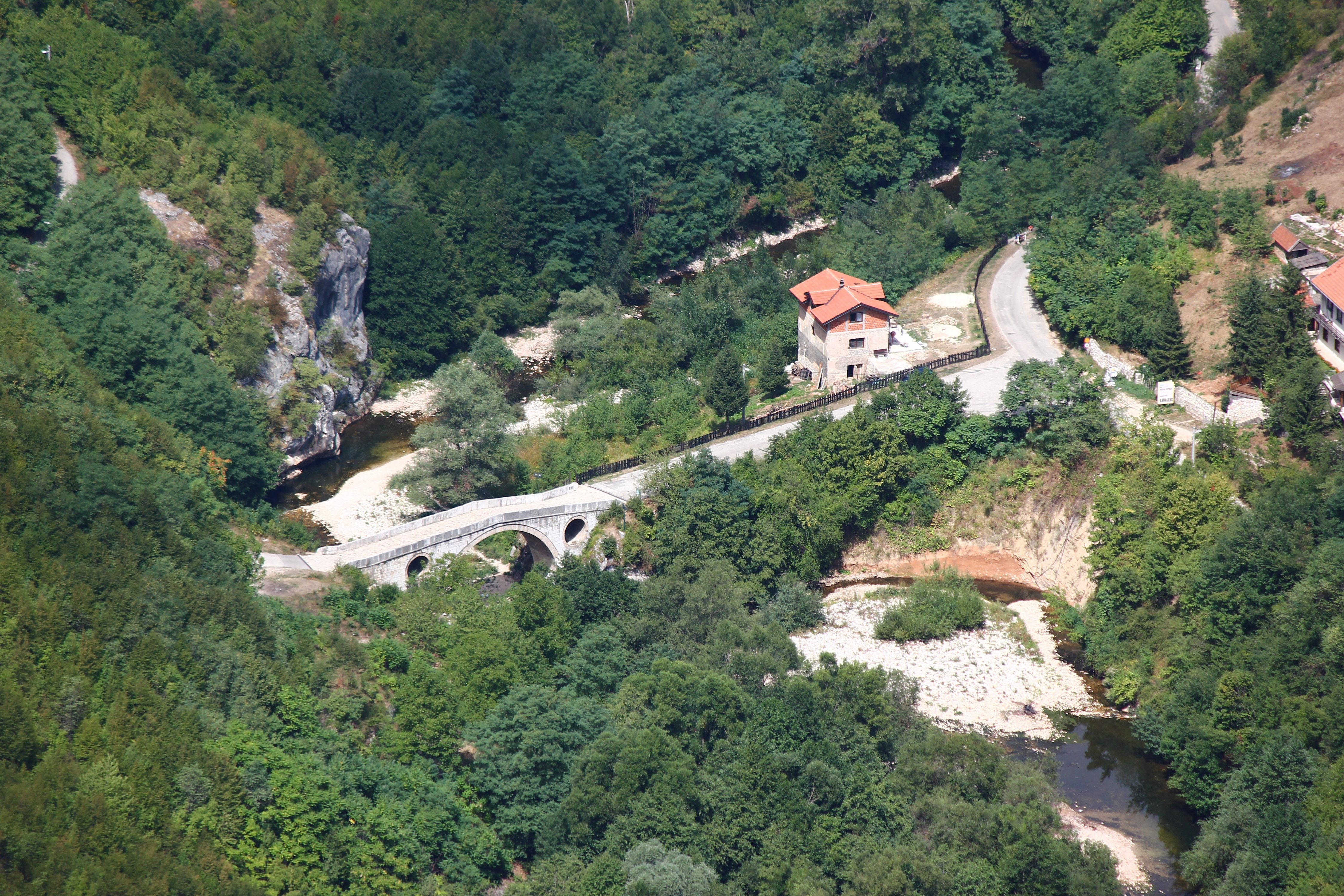
Le pont dans son environnement

Il se situe à environ trois kilomètres à l'est de la vieille ville (par le chemin interdit aux véhicules à moteur qui commence au restaurant "Bentbasa"), en amont de la rivière, à un endroit où le cours est resserré, dans une sorte de gorge ou de défilé.

## Histoire
Le pont est situé au croisement avec l'ancienne route commerciale ("Imperial Road" ou Carska Džada, plus tard appelée "Bosanska Džada"), reliant Constantinople à l'Europe centrale, en suivant les vallées des rivières Miljacka, Prača et Drina. Après la conquête ottomane de la Bosnie, cette voie a été élargie et sécurisée. Seulement à Sarajevo, dans l'objectif de faire de la cité un centre économique et politique, treize ponts ont été construits, dont cinq en pierre. Le "Pont des chèvres" est un des quatre ponts en pierre à avoir subsisté à ce jour dans la zone urbaine de Sarajevo.
Il aurait été construit sous le règne de Sokollu Mehmet Pacha (1505-1579), probablement dans la seconde moitié des années 1570. 
Une inscription à proximité le suggère. 
La première mention conservée date seulement de 1771.
À l'époque ottomane, le pont marque l'entrée orientale obligée de Sarajevo, pour le commerce, le pèlerinage, la vie politique, sous protection de la forteresse blanche (Bijela Tabija, vers 1550, puis 1727-1739) et de la forteresse jaune (en) (Žuta Tabija, 1727-1729) de Vratnik. 
Il sert désormais presque uniquement d'excursion, en circuit aménagé, à pied ou à vélo.

## Architecture
Le pont mesure 42 mètres de long et 4,75 mètres de large. 

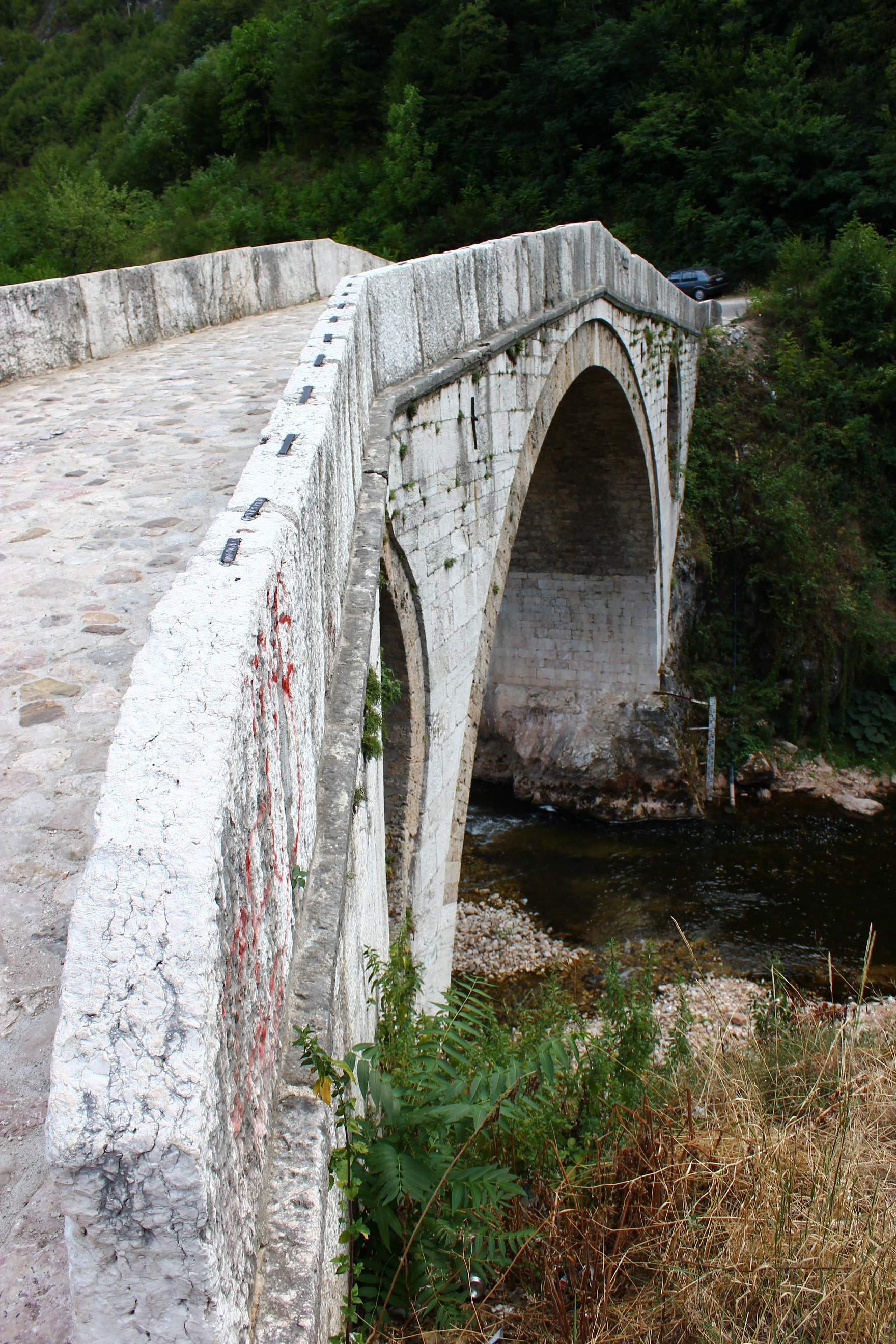
Autre vue du pont

La portée de l'arc est de 17,5 mètres.